# Richard Matheson
Richard Burton Matheson, mais conhecido como Richard Matheson (Allendale, 20 de fevereiro de 1926 - Los Angeles, 23 de junho de 2013) foi um reconhecido escritor, contista e roteirista norte-americano. Suas obras foram principalmente dos gêneros fantasia, terror e ficção científica.

## Biografia
Nascido em Allendale, New Jersey de pais imigrantes noruegueses, Matheson cresceu no Brooklyn e graduou-se na Brooklyn Technical School em 1943. Alistou-se e passou a Segunda Guerra Mundial como soldado de infantaria. Em 1949 obteve seu bacharelado em jornalismo na University of Missouri-Columbia e mudou-se para a California em 1951. Casou-se em 1952 e teve quatro filhos, três dos quais (Chris, Richard Christian, e Ali) são autores de ficção científica e roteiristas.

## Carreira
Seu primeiro conto, Born of Man and Woman (Nascido de homem e mulher), apareceu na  Magazine of Fantasy and Science Fiction in 1950. Muitos de seus contos como Third from the Sun (1950), Deadline (1959) e Button, Button (1970) são roteiros simples com final surpreendente; outros como Trespass (1953), Being (1954) e Mute (1962) exploram os dilemas dos personagens em vinte ou trinta páginas. Alguns contos, como The Funeral (1955) e The Doll that Does Everything (1954) incluem humor satírico.
Outros, como The Test (1954) e Steel (1956, mais tarde adaptado para ser um episódio da série Além da Imaginação), retratam as lutas morais e físicas de pessoas comuns mais do que de personagens fantásticos como cientistas malucos e superheróis, em situações que são ao mesmo tempo futurísticas e cotidianas. Ainda outros como Mad House (1953), The Curious Child (1954) e o talvez mais famoso, Duel (1971) são contos de paranóia, nos quais o ambiente cotidiano se torna inexplicavelmente estranho e ameaçador.
Escreveu vários episódios para a série  Além da Imaginação, incluindo o famoso  Nightmare at 20,000 Feet; adaptou as obras de Edgar Allan Poe para o filme The Devil Rides Out; e escreveu o primeiro trabalho para televisão de Steven Spielberg, o filme Duel, a partir de um conto de sua autoria. Romances incluem  The Shrinking Man (o filme levou o nome de  The Incredible Shrinking Man, e um romance de ficção científica, Eu sou a Lenda, que foi filmado três vezes com os títulos de The Last Man on Earth (1964) (br: Mortos que matam) com Vincent Price no papel principal, The Omega Man com Charlton Heston e Eu sou a Lenda, com Will Smith no papel principal. Outros romances de Matheson tornaram-se filmes notáveis como What Dreams May Come (pt:Além do Horizonte, br:Amor além da vida), Stir of Echoes, Bid Time Return (a versão cinematográfica deste último livro recebeu o título de Somewhere in Time e em português tem o título de Em algum lugar do passado tanto o livro como o filme), e Hell House (com o título de The Legend of Hell House), os dois últimos adaptados para o cinema pelo próprio Matheson. Para a série Star Trek, escreveu o episódio The enemy within (br: O inimigo interior), exibido em 1966.
Em 1960, Matheson publica The Beardless Warriors, um romance realista e autobiográfico sobre soldados adolescentes americanos na Segunda Guerra Mundial. Nos anos 1950 publicou várias histórias do gênero "velho oeste" mais tarde reunidas em By the Gun; e nos anos 1990 publicou novamente romances deste gênero tais como Journal of the Gun Years, The Gunfight, The Memoirs of Wild Bill Hickok e Shadow on the Sun. Escreveu também os romances de suspense 7 Steps to Midnight e Hunted Past Reason e Now You See It.... Este último conta a história de um menino que participa de um concurso de mágica em um reality show até que o diretor do programa percebe que seus poderes são reais.
Matheson conta que algumas de suas obras foram inspiradas em fatos reais:
- Duel foi inspirado num incidente em que ele e um amigo trombaram com um grande caminhão.
- Uma cena do filme "Let's Do It Again", de 1953 em que Aldo Ray e Ray Milland põem um o chapéu do outro, um dos quais é muito grande para um deles, deu origem ao pensamento "e se alguém pusesse o seu próprio chapéu e isto acontecesse" que acabou por se tornar o The Shrinking Man (O homem que encolhia).
- Em algum lugar do passado começou quando Matheson viu um poster com uma bela fotografia de Maude Adams e imaginou o que aconteceria se alguém se apaixonasse por uma fotografia antiga como aquela.

Em 1972 e 1973 Richard Matheson escreveu o roteiro de dois filmes de televisão (pilotos) com o personagem Kolchak (interpretado pelo ator Darren McGavin), que depois inspirariam a série Kolchak: The Night Stalker.

## Homenagens
Em Arquivo X foi criado um senador com o nome de Richard Matherson em homenagem ao escritor.
No jogo Silent Hill há uma rua com seu sobrenome em sua homenagem.
A filha, Ali Marie Matheson, escreveu no dia 24 de Junho uma mensagem privada publicada no Facebook:
"O meu amado pai morreu ontem [domingo] em casa, rodeado de pessoas e coisas que amava. Era divertido, brilhante, carinhoso, generoso, criativo e o pai mais maravilhoso do mundo."

### Romances
- Someone is Bleeding (1953)
- Fury on Sunday (1953)
- I Am Legend (1954)
- The Shrinking Man (1956); filmado como The Incredible Shrinking Man
- A Stir of Echoes (1958); filmado como Stir of Echoes
- Ride the Nightmare (1959)
- The Beardless Warriors (1960)
- Hell House (1971); filmado como The Legend of Hell House (A Casa de Noite Eterna)
- The Night Stalker (1972); escrito com Jeff Rice
- The Night Strangler (1973)
- Bid Time Return (1975); filmado como Somewhere in Time (Em algum lugar do passado) e depois republicado com este último título.
- What Dreams May Come (1978) (pt:Além do Horizonte, br:Amor além da vida)
- Earthbound (versão abreviada publicada sob o pseudônimo de "Logan Swanson" em 1982; texto integral publicado sob o seu próprio nome em 1989)
- Journal of the Gun Years (1991)
- The Gunfight (1993)
- 7 Steps to Midnight (1993)
- Shadow on the Sun (1994)
- Now You See It... (1995)
- The Memoirs of Wild Bill Hickock (1996)
- The Path: A New Look at Reality (1999)
- Passion Play (2000)
- Hunger and Thirst (2000)
- Camp Pleasant (2001)
- Abu and the 7 Marvels (2002)
- Hunted Past Reason (2002)
- Come Fygures, Come Shadowes (2003)
- Woman (2006)
- Other Kingdoms (2010)

### Contos
- "Born of Man and Woman" (1950)
- "Third from the Sun" (1950); adaptado como um episódio de The Twilight Zone (1960)
- "The Waker Dreams" (também conhecido como "When the Waker Sleeps") (1950)
- "Blood Son" (1951)
- "Through Channels" (1951)
- "Clothes Make the Man" (1951)
- "Return" (1951)
- "The Thing" (1951)
- "Witch War" (1951)
- "Dress of White Silk" (1951)
- "F---" (conhecido como "The Foodlegger") (1952)
- "Shipshape Home" (1952)
- "SRL Ad" (1952)
- "Advance Notice" (conhecido como "Letter to the Editor") (1952)
- "Lover, When You're Near Me" (1952)
- "Brother To The Machine" (1952)
- "To Fit the Crime" (1952)
- "The Wedding" (1953)
- "Wet Straw" (1953)
- "Long Distance Call" (conhecido como "Sorry, Right Number") (1953)
- "Slaughter House" (1953)
- "Mad House" (1953)
- "The Last Day" (1953)
- "Lazarus II" (1953)
- "Legion of Plotters" (1953)
- "Death Ship" (1953); adaptado como um episódio de The Twilight Zone (1963)
- "Disappearing Act" (1953)
- "The Disinheritors" (1953)
- "Dying Room Only" (1953)
- "Full Circle" (1953)
- "Mother by Protest" (conhecido como "Trespass") (1953)
- "Little Girl Lost" (1953); adaptado como um episódio de The Twilight Zone (1962)
- "Being" (1954)
- "The Curious Child" (1954)
- "When Day Is Dun" (1954)
- "Dance of the Dead" (1954)
- "The Man Who Made the World (1954)
- "The Traveller" (1954)
- "The Test" (1954)
- "The Conqueror" (1954)
- "Dear Diary" (1954)
- "The Doll That Does Everything" (1954)
- "Descent" (1954)
- "Miss Stardust" (1955)
- "The Funeral" (1955); adaptado como uma história sequencial para Night Gallery, de Rod Serling
- "Too Proud to Lose" (1955)
- "One for the Books" (1955)
- "Pattern for Survival" (1955)
- "A Flourish of Strumpets (1956)
- "The Splendid Source" (1956); foi a base para o episódio “The Splendid Source”, de Family Guy
- "Steel" (1956); adaptado como um episódio de The Twilight Zone (1963)
- "The Children of Noah" (1957)
- "A Visit to Santa Claus" (conhecido como "I'll Make It Look Good," sob o pseudônimo Logan Swanson) (1957)
- "The Holiday Man" (1957)
- "Old Haunts" (1957)
- "The Distributor" (1958)
- "The Edge" (1958)
- "Lemmings" (1958)
- "Mantage" (1959)
- "Deadline" (1959)
- "The Creeping Terror" (conhecido como "A Touch of Grapefruit") (1959)
- "No Such Thing as a Vampire" (1959)
- "Big Surprise" (conhecido como "What Was In The Box") (1959)
- "Crickets" (1960)
- "Day of Reckoning" (conhecido como "The Faces," "Graveyard Shift") (1960)
- "First Anniversary" (1960)
- "From Shadowed Places" (1960)
- "Finger Prints" (1962)
- "Mute" (1962); adaptado como um episódio de The Twilight Zone (1963)
- "The Likeness of Julie" (sob pseudônimo Logan Swanson) (1962)
- "The Jazz Machine" (1963)
- "Crescendo" (AKA "Shock Wave") (1963)
- "Girl of My Dreams" (1963)
- ‘Tis the Season to Be Jelly" (1963)
- "Deus Ex Machina" (1963)
- "Interest" (1965)
- "A Drink of Water" (1967)
- "Needle in the Heart" (conhecido como "Therese") (1969)
- "Prey" (1969) (posteriormente adaptado para o Zuni Fetish Doll, em Trilogy of Terror)
- "Button, Button" (1970); filmado como um episódio de The Twilight Zone em 1986; filmado como The Box (2009)
- "'Til Death Do Us Part" (1970)
- "By Appointment Only" (1970)
- "The Finishing Touches" (1970)
- "Duel" (1971); filmado como Duel (1971)
- "Big Surprise" (1971); adaptado como uma história sequencial para Night Gallery, de Rod Serling
- "Where There's a Will" (com Richard Christian Matheson) (1980)
- "And Now I'm Waiting" (1983)
- "Nightmare at 20,000 Feet" (adaptado como um episódio de The Twilight Zone em 1963; adaptado como a 4.ª sequência de Twilight Zone: The Movie, 1983; publicado pela primeira vez em 1984)
- "Getting Together" (1986)
- "Buried Talents" (1987)
- "The Near Departed" (1987)
- "Shoo Fly" (1988)
- "Person to Person" (1989)
- "Two O'Clock Session" (1991)
- "The Doll" (adaptado como um episódio de The Twilight Zone; publicado como conto em 1993)
- "Go West, Young Man" (1993)
- "Gunsight" (1993)
- "Little Jack Cornered" (1993)
- "Of Death and Thirty Minutes" (1993)
- "My Ambition" (2006)

### Coleções de contos
- Born of Man and Woman (1954)
- The Shores of Space (1957)
- Shock! (1961)
- Shock 2 (1964)
- Shock 3 (1966)
- Shock Waves (1970)
- Shock 4 (1980)
- Collected Stories (1989)
- By the Gun (1994)
- Button, Button (1970) adaptado como um episódio de The Twilight Zone (1986), filmado como The Box (2009)
- Nightmare at 20,000 Feet (2000)
- Pride with Richard Christian Matheson (2002)
- Duel (2002)
- Offbeat: Uncollected Stories (2002)
- Darker Places (2004)
- Unrealized Dreams (2004)
- Duel and The Distributor (2005) Previously unpublished screenplays of these two stories
- Button, Button: Uncanny Stories (2008) (Tor Books)
- Uncollected Matheson: Volume 1 (2008)
- Uncollected Matheson: Volume 2 (2010)

### Televisão
- Star Trek: The Original Series: "The Enemy Within" (1966)
- The Martian Chronicles Mini-Series: (1979, 1980)

### Não ficção
- The Path: Metaphysics for the 90s (1993)